# Pedal d'home mort

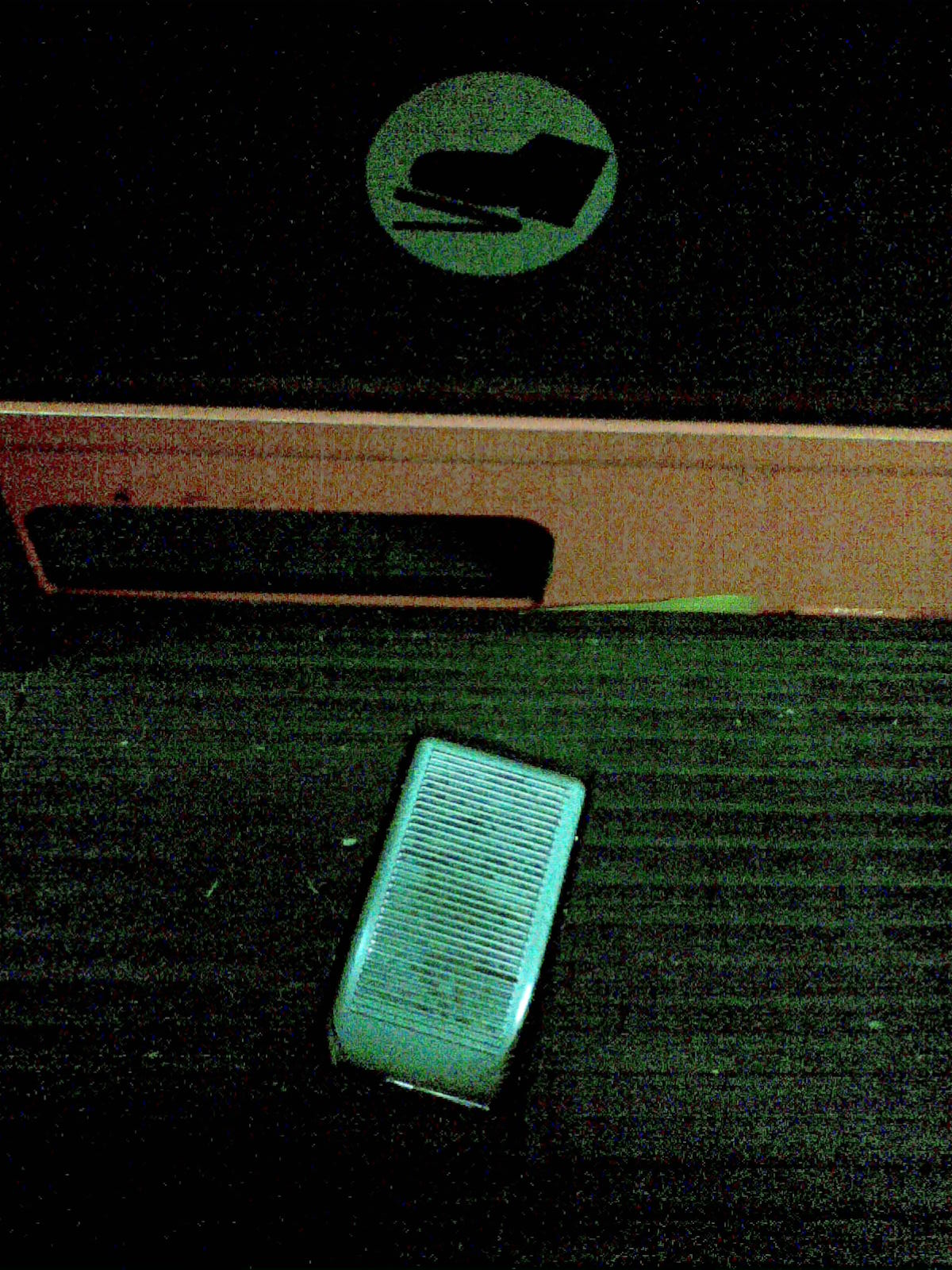
Un pedal d'home mort en un camió de grans dimensions.

El pedal d'home mort és un sistema de seguretat que s'instal·la en locomotores o camions de grans dimensions, com a mitjà per a assegurar que el conductor està en condicions de conduir el vehicle mentre aquest es troba en marxa.
Consisteix en un pedal situat sota el pupitre de conducció, que s'acciona mitjançant el peu. Segons el model de vehicle, també hi pot haver un parell de botons a banda i banda de la cabina, que es poden accionar amb la mà i que funcionen de la mateixa manera.
El sistema s'activa en el moment en què se selecciona la direcció de la marxa amb l'inversor (cap endavant o enrere), i s'ha alliberat el fre. A partir d'aquest moment, s'ha de començar a trepitjar el pedal cada cert temps, a intervals regulars o irregulars. L'avís d'un senyal acústic indicarà al maquinista que no n'està complint els cicles, i el maquinista haurà d'aixecar el peu.
En el moment que el sistema detecta que s'ha deixat d'accionar el pedal o que l'acció sobre el pedal és contínua, s'encén un indicador lluminós al seu panell i seguidament sona un xiulet força desagradable. Si no es prem o es deixa de prémer el pedal en aquest moment, al cap de cinc segons actua el fre d'emergència. Una vegada que el fre d'emergència s'ha accionat, no es pot tornar a engegar el tren, fins que no s'aturi completament i es posi l'inversor a la posició 0 (rearmat).
La frenada d'emergència és la frenada més potent de què disposa el tren. Com el seu nom indica, només s'utilitza per a urgències i provoca l'aturada del tren.
Els temps màxims per als cicles de trepitjar el pedal, mantenir-lo trepitjat, deixar de trepitjar-lo i mantenir-lo sense trepitjar, depenen de la sèrie de locomotora o del tipus del vehicle. Normalment, a un vehicle o locomotora amb major velocitat, se li redueixen els temps. Es podria dir que, si no s'està prement el pedal, al cap de cinc segons comença a sonar el xiulet; i si es manté premut sense deixar-lo anar, al cap de trenta segons sona el xiulet.
Alguns trens de metro tenen aquest sistema de seguretat per a evitar una urgència i protegir els sistemes motrius, i pot ser en un gallet sota la palanca d'acceleració o en un botó independent que dona temps al conductor per a engegar-lo.
- Newman, Andy «Train Stopper Safely by 'Dead-Man Feature'». The New York Times, 28-04-2010.